# Quararibea chodatii
Quararibea chodatii là một loài thực vật có hoa trong họ Cẩm quỳ. Loài này được Vischer miêu tả khoa học đầu tiên năm 1919.